# Holcosus
Holcosus is een geslacht van hagedissen uit de familie tejuhagedissen (Teiidae).

## Naam en indeling
De groep werd voor het eerst wetenschappelijk beschreven door Edward Drinker Cope in 1862. Er worden tien soorten erkend, de soorten werden lange tijd tot het geslacht Ameiva gerekend. In 2012 werden ze hiervan afgesplitst. In de literatuur zijn veel soorten onder hun verouderde wetenschappelijke naam bekend, zoals Holcosus festivus (vroeger: Ameiva festiva).

## Verspreiding en habitat
De verschillende soorten komen voor in delen van Midden- en Zuid-Amerika en leven in de landen Belize, Colombia, Costa Rica, Ecuador, El Salvador, Guatemala, Honduras, Mexico, Nicaragua en Panama. Alle soorten zijn bodembewoners die leven in bossen zoals primaire bossen en secundaire bossen tot in drogere struikachtige gebieden.
De meeste soorten komen algemeen voor binnen hun verspreidingsgebied. Holcosus orcesi is de enige die wordt beschouwd als bedreigd. Door de internationale natuurbeschermingsorganisatie IUCN wordt deze soort geclassificeerd als ernstig bedreigd (Critically endangered of CR).

## Soortenlijst
| Soorten uit het geslacht Holcosus | Soorten uit het geslacht Holcosus  | Soorten uit het geslacht Holcosus                                            |
| --------------------------------- | ---------------------------------- | ---------------------------------------------------------------------------- |
| Naam                              | Auteur                             | Verspreidingsgebied                                                          |
| Holcosus anomalus                 | Echternacht, 1977                  | Colombia                                                                     |
| Holcosus bridgesii                | Cope, 1869                         | Colombia, Ecuador                                                            |
| Holcosus chaitzami                | Stuart, 1942                       | Guatemala, Mexico                                                            |
| Holcosus festivus                 | Lichtenstein, 1856                 | Belize, Colombia, Costa Rica, Guatemala, Honduras, Mexico, Nicaragua, Panama |
| Holcosus leptophrys               | Cope, 1893                         | Costa Rica, Panama                                                           |
| Holcosus niceforoi                | Dunn, 1943                         | Colombia                                                                     |
| Holcosus orcesi                   | Peters, 1964                       | Ecuador                                                                      |
| Holcosus quadrilineatus           | Hallowell, 1861                    | Costa Rica, Nicaragua, Panama                                                |
| Holcosus septemlineatus           | Duméril in Duméril & Duméril, 1851 | Ecuador                                                                      |
| Holcosus undulatus                | Wiegmann, 1834                     | Belize, Costa Rica, El Salvador, Guatemala, Honduras, Mexico, Nicaragua      |